# 1985 год
1985 (ты́сяча девятьсо́т во́семьдесят пя́тый) год  по григорианскому календарю — невисокосный год, начинающийся во вторник. Это 1985 год нашей эры, 5‑й год 9‑го десятилетия XX века 2‑го тысячелетия, 6‑й год 1980‑х годов. Он закончился 40 лет назад.
| Пн | Вт | Ср | Чт | Пт | Сб | Вс |
|    | 1  | 2  | 3  | 4  | 5  | 6  |
| 7  | 8  | 9  | 10 | 11 | 12 | 13 |
| 14 | 15 | 16 | 17 | 18 | 19 | 20 |
| 21 | 22 | 23 | 24 | 25 | 26 | 27 |
| 28 | 29 | 30 | 31 |    |    |    |

| Пн | Вт | Ср | Чт | Пт | Сб | Вс |
|    |    |    |    | 1  | 2  | 3  |
| 4  | 5  | 6  | 7  | 8  | 9  | 10 |
| 11 | 12 | 13 | 14 | 15 | 16 | 17 |
| 18 | 19 | 20 | 21 | 22 | 23 | 24 |
| 25 | 26 | 27 | 28 |    |    |    |

| Пн | Вт | Ср | Чт | Пт | Сб | Вс |
|    |    |    |    | 1  | 2  | 3  |
| 4  | 5  | 6  | 7  | 8  | 9  | 10 |
| 11 | 12 | 13 | 14 | 15 | 16 | 17 |
| 18 | 19 | 20 | 21 | 22 | 23 | 24 |
| 25 | 26 | 27 | 28 | 29 | 30 | 31 |

| Пн | Вт | Ср | Чт | Пт | Сб | Вс |
| 1  | 2  | 3  | 4  | 5  | 6  | 7  |
| 8  | 9  | 10 | 11 | 12 | 13 | 14 |
| 15 | 16 | 17 | 18 | 19 | 20 | 21 |
| 22 | 23 | 24 | 25 | 26 | 27 | 28 |
| 29 | 30 |    |    |    |    |    |

| Пн | Вт | Ср | Чт | Пт | Сб | Вс |
|    |    | 1  | 2  | 3  | 4  | 5  |
| 6  | 7  | 8  | 9  | 10 | 11 | 12 |
| 13 | 14 | 15 | 16 | 17 | 18 | 19 |
| 20 | 21 | 22 | 23 | 24 | 25 | 26 |
| 27 | 28 | 29 | 30 | 31 |    |    |

| Пн | Вт | Ср | Чт | Пт | Сб | Вс |
|    |    |    |    |    | 1  | 2  |
| 3  | 4  | 5  | 6  | 7  | 8  | 9  |
| 10 | 11 | 12 | 13 | 14 | 15 | 16 |
| 17 | 18 | 19 | 20 | 21 | 22 | 23 |
| 24 | 25 | 26 | 27 | 28 | 29 | 30 |

| Пн | Вт | Ср | Чт | Пт | Сб | Вс |
| 1  | 2  | 3  | 4  | 5  | 6  | 7  |
| 8  | 9  | 10 | 11 | 12 | 13 | 14 |
| 15 | 16 | 17 | 18 | 19 | 20 | 21 |
| 22 | 23 | 24 | 25 | 26 | 27 | 28 |
| 29 | 30 | 31 |    |    |    |    |

| Пн | Вт | Ср | Чт | Пт | Сб | Вс |
|    |    |    | 1  | 2  | 3  | 4  |
| 5  | 6  | 7  | 8  | 9  | 10 | 11 |
| 12 | 13 | 14 | 15 | 16 | 17 | 18 |
| 19 | 20 | 21 | 22 | 23 | 24 | 25 |
| 26 | 27 | 28 | 29 | 30 | 31 |    |

| Пн | Вт | Ср | Чт | Пт | Сб | Вс |
|    |    |    |    |    |    | 1  |
| 2  | 3  | 4  | 5  | 6  | 7  | 8  |
| 9  | 10 | 11 | 12 | 13 | 14 | 15 |
| 16 | 17 | 18 | 19 | 20 | 21 | 22 |
| 23 | 24 | 25 | 26 | 27 | 28 | 29 |
| 30 |    |    |    |    |    |    |

| Пн | Вт | Ср | Чт | Пт | Сб | Вс |
|    | 1  | 2  | 3  | 4  | 5  | 6  |
| 7  | 8  | 9  | 10 | 11 | 12 | 13 |
| 14 | 15 | 16 | 17 | 18 | 19 | 20 |
| 21 | 22 | 23 | 24 | 25 | 26 | 27 |
| 28 | 29 | 30 | 31 |    |    |    |

| Пн | Вт | Ср | Чт | Пт | Сб | Вс |
|    |    |    |    | 1  | 2  | 3  |
| 4  | 5  | 6  | 7  | 8  | 9  | 10 |
| 11 | 12 | 13 | 14 | 15 | 16 | 17 |
| 18 | 19 | 20 | 21 | 22 | 23 | 24 |
| 25 | 26 | 27 | 28 | 29 | 30 |    |

| Пн | Вт | Ср | Чт | Пт | Сб | Вс |
|    |    |    |    |    |    | 1  |
| 2  | 3  | 4  | 5  | 6  | 7  | 8  |
| 9  | 10 | 11 | 12 | 13 | 14 | 15 |
| 16 | 17 | 18 | 19 | 20 | 21 | 22 |
| 23 | 24 | 25 | 26 | 27 | 28 | 29 |
| 30 | 31 |    |    |    |    |    |

## События

### Январь
- 1 января

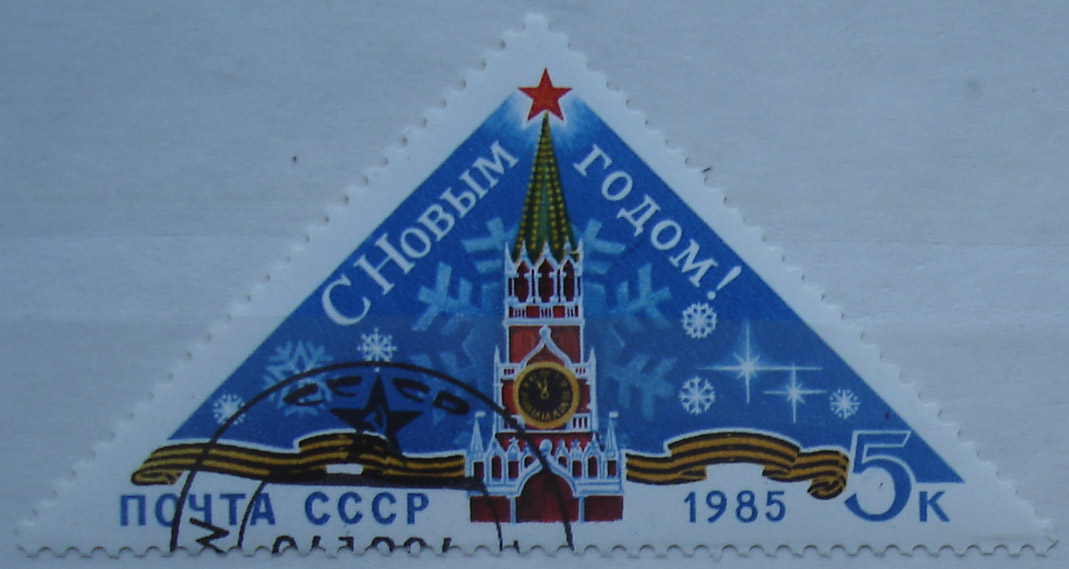
Почтовая марка СССР, 1985 год

  - Зарегистрированы первые домены верхнего уровня: .arpa, .com, .edu, .gb, .gov, .mil, .net, .org, .us.
  - Под Ла-Пасом разбился Boeing 727 компании Eastern Air Lines, погибли 29 человек — самое высокогорное место авиакатастрофы в мире (6 км над уровнем моря).
- 7—8 января — в Женеве Государственный секретарь США Дж. Шульц и министр иностранных дел СССР А. А. Громыко провели встречу для обсуждения вопроса о возобновлении переговоров по контролю над вооружениями.
- 14 января
  - Национальная ассамблея Кампучии избрала Хун Сена Председателем Совета Министров.
  - Израиль принял решение о выводе своих войск с территории Ливана (находились там с июня 1982) в три этапа, начиная с 20 января.
- 15 января
  - Президентом Бразилии стал избранный Конгрессом Танкреду Невис, окончилось 21-летнее военное правление.
  - Завершено строительство самого высокого на тот момент сооружения в Средней Азии — Ташкентской телебашни (375 м).
- 17 января
  - Компания British Telecom объявила о постепенном упразднении красных телефонных будок — одного из символов Великобритании.
  - В ООН начались трёхдневные переговоры на высшем уровне президента Кипра Спироса Киприану и главы Турецкой Республики Северного Кипра Рауфа Денкташа. Разрешить противоречия не удалось.
  - Начало популярности западногерманского евродиско-дуэта Modern Talking: песня «You’re My Heart, You’re My Soul» возглавила мировые хит-парады.
- 20 января — Рональд Рейган вступил в должность президента США на второй срок (1985—1989).
- 21 января — Катастрофа L-188 в Рино (США), 70 погибших.
- 24 января — 15-й старт по программе Спейс Шаттл (STS-51C). 3-й полёт шаттла Дискавери. Экипаж: Томас Маттингли, Лорен Шрайвер, Эллисон Онидзука, Джеймс Бакли, Гэри Пейтон. Полёт проходил в интересах министерства обороны США, посадка — 27 января.
- 25 января — президент ЮАР Питер Бота открыл первое заседание трёхпалатного парламента, в котором раздельно заседали представители белых, индийцев и цветных (представителей африканцев в парламенте не было).
- 28 января — в Голливуде записан благотворительный сингл «We Are the World» в помощь голодающим в Африке.

### Февраль
- 1 февраля — под Минском разбился Ту-134, погибли 58 из 80 человек на борту.
- 6 февраля — организован Главкосмос СССР[1].
- 10 февраля
  - Нельсон Мандела отверг предложение властей ЮАР освободить его в обмен на отказ от политической деятельности.
  - На общенациональном референдуме в Сирии Хафез Асад утверждён президентом страны на третий семилетний срок.
- 11 февраля — потеря связи с советской орбитальной станцией «Салют-7».
- 12 февраля — в Южной Корее прошли парламентские выборы. Правящая Партия демократической справедливости президента Чон Ду Хвана получила 35,3 % голосов и 148 из 276 мест в Национальном собрании. Оппозиционные Демократическая и Новая демократическая партии — 19, 7 % и 35 мест и 29,2 % и 67 мест соответственно.
- 14 февраля — премьер-министром Южного Йемена утаерждён Хайдар Абу Бакр аль-Аттас.
- 15 февраля — в Москве президент ФИДЕ Флоренсио Кампоманес прервал матч за звание чемпиона мира по шахматам 1984/1985 между Анатолием Карповым и Гарри Каспаровым.
- 17 февраля и 3 марта — в условиях однопартийности в Габоне прошли парламентские выборы.
- 19 февраля
  - Уильям Дж. Шрёдер стал первым пациентом с искусственным сердцем, покинувшим больницу.
  - Национальное управление угольной промышленности Великобритании объявило о том, что половина британских шахтёров приступили к работе.
  - Инцидент с Boeing 747 возле Сан-Франциско: после отказа двигателя самолёт компании China Airlines сорвался в крутое пике. Пилотам удалось восстановить управление и совершить благополучную посадку.
  - При заходе на посадку в Бильбао Boeing 727 задел телевизионную антенну и упал, погибли все 148 человек на борту.
- 20 февраля — в условиях отсутствия легальных партий в Кувейте прошли выборы в Национальное собрание.
- 24 февраля — в РСФСР прошли выборы в Верховный Совет XI созыва.
- 25 февраля — в условиях военного правления, недопущения к выборам партий и бойкота оппозиции в Пакистане прошли выборы в Национальную ассамблею.
- 28 февраля — боевики «временной» ИРА совершили миномётный обстрел полицейского участка в Ньюри (Северная Ирландия). Погибло 9 офицеров полиции.

### Март
- 1 марта — Хулио Сангинетти вступил в должность президента Уругвая, став первым законно избранным президентом страны за последние 12 лет.
- 4 марта — Управление по санитарному надзору за качеством пищевых продуктов и медикаментов США утвердило тест крови на СПИД, который с этого момента стал обязательным для всей донорской крови в США.
- 8 марта
  - Во время попытки убить исламского клерикала Мухаммеда Фадлалла от взрыва в Бейруте[англ.] погибли 80 человек. В июне 1985 года газета Washington Post сообщила, что ЦРУ поддерживало контртеррористическое подразделение, состоящее из ливанских сотрудников разведки и других лиц, которое было ответственно за этот теракт. ЦРУ знало о планах взрыва, но не хотело санкционировать взрыв из-за опасности для гражданских лиц.[2][3]
  - В Судане запрещена организация «Братья-мусульмане»[4].
- 10 марта — умер Генеральный секретарь ЦК КПСС, Председатель Президиума Верховного Совета СССР К. У. Черненко.
- 11 марта
  - Пленум ЦК КПСС выбрал Генеральным секретарём ЦК КПСС М. С. Горбачёва.
  - Премьер-министром Барбадоса стал Харольд Бернард Сент-Джон.
- 15 марта — В Бразилии, впервые за 21 год, вступил в должность гражданский президент Жозе Сарней (из-за тяжёлой болезни избранный президентом Танкреду Невис не смог вступить в должность).
- 16 марта — в Бейруте (Ливан) захвачен в плен корреспондент Associated Press Терри Андерсон (освобождён 4 декабря 1991).
- 17 марта — в условиях однопартийности в Румынии прошли выборы в Великое национальное собрание.
- 20 марта — бельгийский парламент одобрил размещение американских крылатых ракет на территории страны.
- 21 марта — в ЮАР от пуль полиции, открывшей огонь по демонстрантам, отмечавшим 25-ю годовщину расстрела в Шарпевиле, погибли 18 человек.
- 22 марта — премьер-министром Пакистана назначен Мухаммад Хан Джунеджо.
- 24 марта — в условиях однопартийности в Того прошли парламентские выборы.
- 25 марта — в Лос-Анджелесе состоялась 57-я церемония вручения премии «Оскар». Лучшим фильмом года был признан «Амадей» Милоша Формана.
- 29 марта
  - Президентом Греции избран Христос Сардзетакис.
  - Великое национальное собрание Румынии избрало президентом страны на новый срок Николае Чаушеску.
- 31 марта
  - В Сальвадоре прошли парламентские выборы, на которых победила Христианско-демократическая партия президента Хосе Наполеона Дуарте (52,4 % голосов и 33 из 60 мест в Законодательной ассамблее).
  - В Нью-Йорке (США) состоялась первая в истории Рестлмания — шоу и соревнование по реслингу.

### Апрель
- 1 апреля — в Японии приватизированы две крупнейшие государственные корпорации Nippon Telegraph and Telephone Public Corporation и Japan Tobacco and Salt Public Corporation, изменив название соответственно на Nippon Telegraph and Telephone и Japan Tobacco.
- 3 апреля — волнения в Судане, расстрел демонстрации в Хартуме. На следующий день в стране началась всеобщая забастовка[4].
- 4 апреля — премьер-министром Иордании назначен Зайд ар-Рифаи.
- 6 апреля — государственный переворот в Судане. Президент Джафар Нимейри, находившийся у власти с 1969 года, свергнут, к власти пришёл министр обороны, главнокомандующий вооружёнными силами генерал Абдель Рахман Свар аль-Дагаб. Распущены Национальное собрание и правящая партия Суданский социалистический союз[4]. 9 апреля образован Переходный военный совет, наделённый законодательной и исполнительной аластью.
- 7 апреля — руководство СССР объявило мораторий на размещение ракет в европейской части страны до ноября текущего года и предложило президенту США провести встречу на высшем уровне.
- 11 апреля
  - Возле побережья Кубы американский авианосец Coral Sea столкнулся c эквадорским танкером Napo.
  - Скончался многолетний лидер Албании Энвер Ходжа.
- 12 апреля
  - 16-й старт (STS-51D) по программе Спейс Шаттл, 4-й полёт шаттла Дискавери. Экипаж: Кэрол Бобко, Доналд Уильямс, Маргарет Седдон, Стэнли Григгс, Джеффри Хоффман, Чарлз Уокер, Эдвин Гарн (сенатор США).
  - На станции Жабинка (Белорусская ССР) ликвидирован пожар на поезде, перевозившем ядерное топливо с объекта 802 (Брест) на ПО «Маяк» (Челябинская область).
- 13 апреля — первым секретарём ЦК Албанской партии труда избран Рамиз Алия.
- 14 апреля — на всеобщих выборах в Перу победила оппозиционная партия АПРА (50,1 % голосов, 107 из 180 мест в Палате депутатов), её лидер Алан Гарсия избран президентом страны (53,1 % голосов).
- 15 апреля
  - В ЮАР отменён запрет на межрасовые браки.
  - ЮАР объявила о том, что южноафриканские военные формирования покинут территорию Анголы к 18 апреля.
- 21 апреля — Афганская война: Гибель Мараварской роты.
- 22 апреля
  - В Аргентине начался судебный процесс над 9 бывшими военными руководителями страны, включая бывших президентов Х. Виделу, Р. Виолу и Л. Гальтиери.
  - Премьер-министром Судана назначен Аль-Джазули Дафаалла.
- 23 апреля — «Кока-Кола» изменила формулу напитка и выпустила New Coke. Отзывы были резко отрицательными, и спустя 3 месяца была восстановлена оригинальная формула.
- 26 апреля
  - Варшавский договор продлён на 30 лет.
  - Афганская война: восстание советских и афганских военнопленных в тюрьме Бадабера в Пакистане.
- 29 апреля — 17-й старт (STS-51B) по программе Спейс Шаттл, 7-й полёт шаттла Челленджер. Экипаж: Роберт Овермайер, Фредерик Грегори, Дон Линд, Норман Тагард, Уильям Торнтон, Лодевейк ван ден Берг, Тейлор Уэнг.

### Май

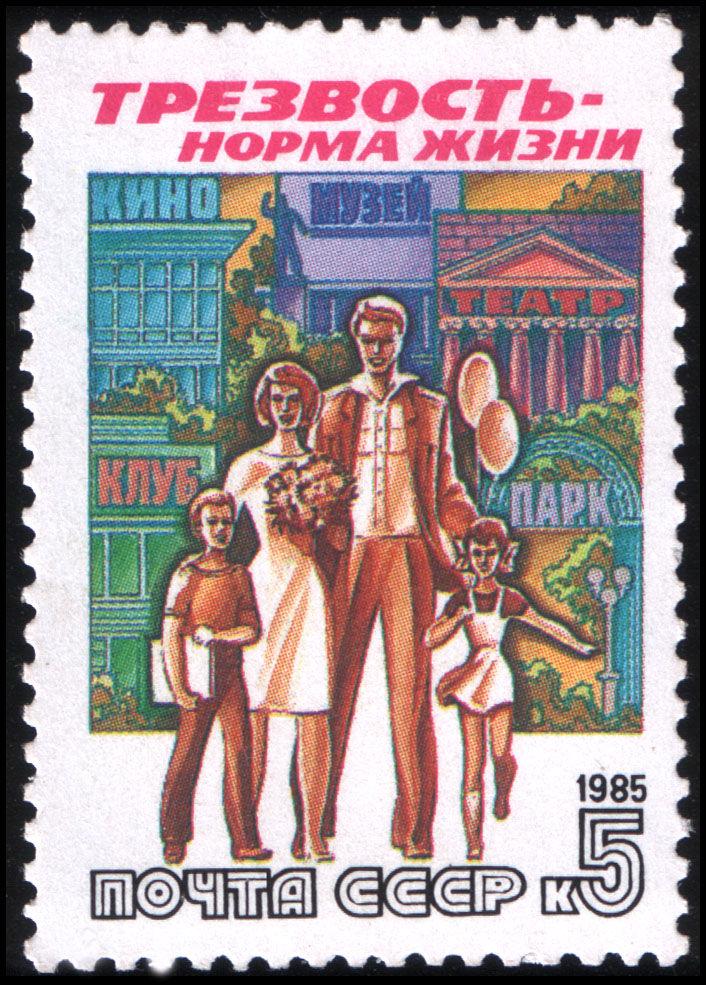
Марка СССР периода антиалкогольной кампании

- 1 мая — во время первомайской демонстрации в Гданьске (Польша) происходит столкновение полиции и 10 тысяч сторонников ушедшего в подполье профсоюза «Солидарность».
- 3 мая
  - Столкновение над Золочевом Ту-134 и Ан-26. Погибли 94 человека.
  - Из-за схода лавины на склоне пика Бабха в Слюдянском районе Иркутской области погибли 17 альпинистов.
- 5 мая — президент США Рональд Рейган обвинил канцлера ФРГ Гельмута Коля в причастности к скандальной церемонии захоронения останков 59 военнослужащих СС времён Второй мировой войны на кладбище в Битбурге, ФРГ.
- 8 мая — открытие памятника героям Эльтигенского десанта в г. Керчь.
- 10—13 мая — серия взрывов бомб сикхскими экстремистами в трёх индийских городах. Официально сообщалось о гибели 84 человек.
- 11 мая — в Нью-Йорке (США) ФБР арестовало предполагаемых глав пяти семей мафии.
- 13 мая — в Филадельфии (США) полицейский вертолёт сбросил бомбу на штаб-квартиру радикальной организации MOVE[англ.]. Погибло 11 человек, возникший пожар уничтожил более 60 жилых домов.
- 14 мая — в результате нападения тамильских боевиков на город Анурадхапура (Шри-Ланка) погибли 146 человек.
- 15 мая — председателем Президиума СФРЮ на очередной годичный срок избран Радован Влайкович.
- 16 мая — Президиум Верховного Совета СССР издал указ «Об усилении борьбы с пьянством», положивший начало антиалкогольной кампании (продолжалась до 1988 года).
- 19 мая:
  - Вооружённые отряды мусульман-шиитов предпринимают попытку вывезти палестинцев из лагерей беженцев Сабра, Шатила и Бурж-аль-Баражна в Бейруте (Ливан);
  - В США арестован агент советской внешней разведки Джон Энтони Уокер.
- 20 мая — Израиль под наблюдением Международного Красного Креста освобождает 1150 заключённых в обмен на освобождение трёх последних израильских солдат, удерживаемых палестинцами.
- 23 мая — Томас Патрик Кавана[англ.] приговорён в США к пожизненному заключению за попытку продать СССР секретные технологии самолёта-невидимки корпорации Northrop (помилован и освобождён в 2001 году).
- 25 мая — на Бангладеш обрушился тропический циклон, унёсший жизни около 10 тысяч человек.
- 29 мая:
  - Эйзельская трагедия в Брюсселе (Бельгия): 39 болельщиков погибло и сотни получили травмы в результате обрушения трибуны во время финального матча Лиги чемпионов между командами «Ливерпуль» и «Ювентус»;
  - катастрофа Ан-2 под Ржевкой, погибли 4 человека.
- 31 мая — 41 торнадо образовался в Огайо, Пенсильвании, Нью-Йорке и Онтарио, погибло 76 человек.

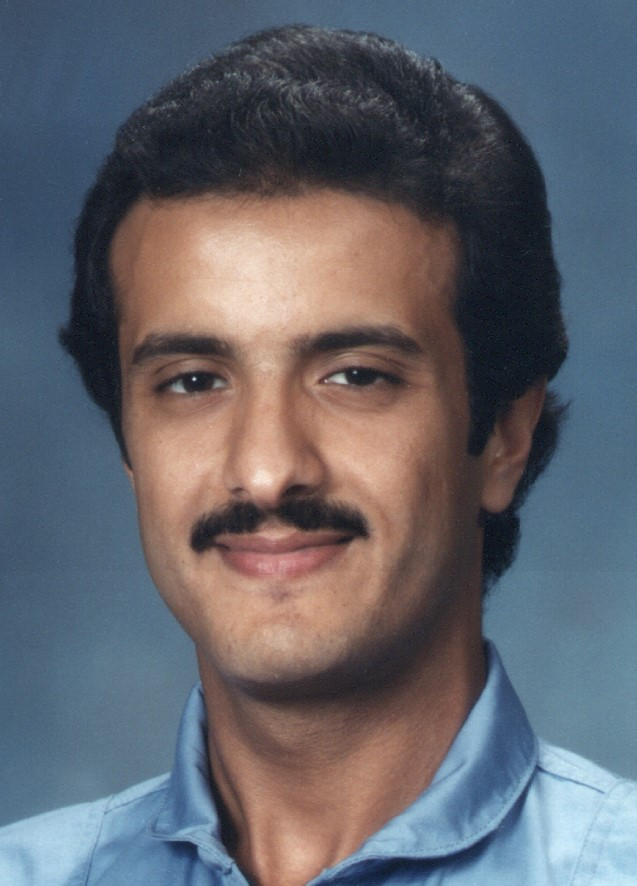
принц Султан ибн Салман Аль Сауд — первый мусульманин в космосе

- Впервые опубликована информация об обнаружении озоновой дыры над Южным полюсом.

### Июнь
- 2 июня
  - В Греции прошли парламентские выборы. Правящая партия Всегреческое социалистическое движение премьер-министра Андреаса Папандреу одержала победу, получив 45,8 % голосов и 161 из 300 мест в парламенте.
  - В ангольском городе Джамба, находящемся под контролем УНИТА во главе с Жонасом Савимби, прошла международная конференция партизан-антикоммунистов. УНИТА, никарагуанские контрас, афганские моджахеды и лаосские повстанцы-хмонги учреждают «Демократический интернационал».
- 6 июня—26 сентября — полёт космического корабля Союз Т-13. Экипаж старта — Владимир Джанибеков и Виктор Савиных. Экипаж провёл аварийный ремонт орбитальной станции «Салют-7».
- 6 июня — в Бразилии прошла эксгумация останков человека, которого считали врачом концлагеря Освенцим Йозефом Менгеле (21 июня комиссия судебно-медицинских экспертов подтвердила идентичность останков).
- 8 июня — в условиях однопартийности в Венгрии прошли выборы в Государственное Собрание, правящая Венгерская социалистическая рабочая партия получила 288 из 387 мест.
- 9 июня — в условиях безальтернативности и однопартийности в Мали прошли выборы, президент Муса Траоре был переизбран, а его Демократический союз малийского народа получил все месте в парламенте.
- 10 июня — Израиль завершил вывод своих войск из всей пограничной «зоны безопасности» в Южном Ливане.
- 14 июня — палестинские террористы из группировки «Хезбалла» захватили американский самолёт рейса Афины—Рим с 153 пассажирами на борту. Один пассажир был убит. (17 июня все заложники освобождены в Бейруте (Ливан).
- 15 июня — в ленинградском Эрмитаже психически больной злоумышленник попытался уничтожить картину Рембрандта Даная (реставрирована к 1997).
- 17 июня
  - Для управления Намибией ЮАР создаёт администрацию из представителей всех рас, сохраняя контроль над внешней политикой и обороной этой территории.
  - В США начал вещание телеканал Discovery.
  - 18-й старт (STS-51G) по программе Спейс Шаттл, 5-й полёт шаттла Дискавери. Экипаж: Дэниел Бранденстайн, Джон Крейтон, Шеннон Лусид, Джон Фабиан, Стивен Нейгел, Патрик Бодри (Франция), Салман ас-Сауд (первый гражданин Саудовской Аравии в космосе).
- 23 июня — к югу от Ирландии в Атлантический океан упал пассажирский самолёт Боинг-747 компании Air India. Погибло 329 человек.
- 24 июня — президентом Италии избран христианский демократ Франческо Коссига.
- 25 июня
  - Председателем Президиума ЦК Союза Коммунистов Югославии на годичный срок избран Видое Жаркович.
  - Ирландская полиция предотвратила планировавшуюся ИРА бомбовую кампанию, направленную на дорогие курорты. Арестовано 13 подозреваемых.
- 27 июня — в Зимбабве прошли парламентские выборы для белой общины. Из 20 выделенных белым мест 15 получил Консервативный альянс бывшего премьер-министра Яна Смита (всего в Палате собрания Зимбабве 100 мест).
- 28 июня — открылся XIV Московский кинофестиваль.

### Июль
- 1 июля — в Доминике прошли парламентские выборы. Правящая Доминикская партия свободы получила 56,7 % голосов и 15 из 21 места в Палате собраний, премьер-министр Юджиния Чарлз осталась на посту.
- 1-2 июля — в Зимбабве прошли парламентские выборы. Из 80 выделенных не-белым мест 64 получил ЗАНУ-ПФ (77,2 % голосов) премьер-министра Роберта Мугабе (всего в Палате собрания Зимбабве 100 мест).
- 2 июля — А. А. Громыко избран Председателем Президиума Верховного Совета СССР. Э. А. Шеварднадзе назначен министром иностранных дел СССР.
- 7 июля — в Мексике прошли парламентские выборы. Правящая Институционно-революционная партия получила 63,3 % голосов и 289 из 400 мест в Палате депутатов.
- 10 июля
  - В бухте Окленда (Новая Зеландия) агентами французской спецслужбы DGSE взорвано и затоплено судно Гринписа Rainbow Warrior.
  - Под Учкудуком разбился Ту-154, выполнявший рейс по маршруту Карши—Уфа—Ленинград. Погибли все 200 человек — крупнейшая авиакатастрофа в истории СССР.
- 12 июля — совершил первый полёт самолёт Ан-71 (экипаж С. А. Горбика).
- 13 июля
  - В Филадельфии и Лондоне проведён Live Aid — самый значительный благотворительный музыкальный фестиваль в истории. 50 млн долларов собранных средств направлены голодающим в Эфиопии.
  - Президент США Р. Рейган перенёс операцию по удалению раковой опухоли в прямой кишке. 8 часов обязанности президента исполнял вице-президент Джордж Буш.
- 14 июля
  - В Люксембурге в городе Шенген семью европейскими государствами подписано Шенгенское соглашение.
  - В Боливии прошли всеобщие выборы. На президентских выборах 1-е место занял бывший диктатор Уго Бансер (32,8 %), однако большинство депутатов Национального конгресса проголосовали за занявшего 2-е место (30,4 %) Виктора Паса Эстенссоро. На выборах в Палатe депутатов правая партия У. Бансера Националистическое демократическое действие получила 41 из 130 мест, левоцентристская партия В. Паса Эстенссоро Националистическое революционное движение — 43 места, Левое революционное движение — 15 мест.
- 18 июля — в Аддис-Абебе участники конференции Организации африканского единства (до 20 июля) заявили, что большинство государств Африки находится на грани экономического краха.
- 19 июля — природная катастрофа в Италии, разрушена плотина Val di Stava, погибло 268 человек.
- 20 июля
  - Британская разведка вывезла из СССР своего агента Олега Гордиевского.
  - В 40 милях от побережья Ки-Уэста, Флорида искатели сокровищ обнаружили испанский галеон «Нуэстра Сеньора де Аточа» (затонул в 1622). Были подняты монеты и серебро стоимостью 400 млн долларов.
  - Перед лицом нарастающей волны беспорядков в стране правительство ЮАР ввело чрезвычайное положение в 36 районах.
- 24 июля
  - Индийский премьер-министр Раджив Ганди объявил о заключении соглашения с лидером сикхской общины в штате Пенджаб Сант Харчанд Синтх Лонговалом с целью ослабления напряжённости в стране.
  - В Нью-Йорке прошла презентация первого в мире мультимедийного персонального компьютера «Amiga 1000».

- 26 июля — У берегов Антарктиды ледокол «Владивосток» освободил из четырёхмесячной ледовой блокады научное судно — дизель-электроход «Михаил Сомов».
- 27 июля
  - Государственный переворот в Уганде, отстранён от должности президент страны Милтон Оботе, власть перешла к бригадному генералу Тито Окелло.
  - В Москве открылся XII Всемирный фестиваль молодёжи и студентов, продлившийся до 3 августа.
- 29 июля — 19-й старт (STS-51F) по программе Спейс Шаттл, 8-й полёт шаттла Челленджер. Экипаж: Чарлз Фуллертон, Рой Бриджес, Карл Хенайз, Стори Масгрейв, Энтони Инглэнд, Лорен Эктон, Джон-Дэвид Бартоу.
- 30 июля — М. С. Горбачёв заявил о введении с 6 августа одностороннего моратория СССР на ядерные взрывы и призвал США последовать этому примеру.

### Август
- 2 августа — авиакатастрофа в Далласе, Техас — погибло 137 человек.
- 4 августа — в ЮАР началась бессрочная забастовка чернокожих горняков золотых приисков и угольных шахт с требованием отмены чрезвычайного положения.
- 6 августа — после смерти действующего президента Гайаны Форбса Бёрнхэма президентом стал Десмонд Хойт, новым премьер-министром — Гамильтон Грин.
- 12 августа — в Японии самолёт Boeing 747 врезался в гору, погибло 520 человек. По числу погибших эта катастрофа стала крупнейшей в истории катастрофой одного самолёта.
- 16 августа — на президентских выборах в Иране победил действующий президент Али Хаменеи (87,9 % голосов).
- 22 августа — пожар на авиалайнере в аэропорту Манчестера (Великобритания), погибло 55 человек.
- 23 августа — Катастрофа Ми-8 близ Тутека, погибли 7 человек.
- 25 августа — авиакатастрофа в аэропорту Оберн-Льюистон (США), в которой погибла Саманта Смит, «посол Доброй Воли» между США и СССР.
- 27 августа
  - Военный переворот в Нигерии во главе с генерал-майором Ибрагимом Бабангидой.
  - 20-й старт (STS-51I) по программе Спейс Шаттл, 6-й полёт шаттла Дискавери. Экипаж: Джо Энгл, Ричард Кови, Джеймс ван Хофтен, Джон Лаундж, Уильям Фишер.
- 30 августа — на безальтернативных президентских выборах в Сингапуре новым президентом избран Ви Ким Ви.

### Сентябрь
- 1 сентября
  - Возглавляемая Робертом Баллардом экспедиция на американском исследовательском судне «Knorr», используя гидролокатор бокового обзора, обнаружила затонувший в 1912 году пассажирский лайнер «Титаник».
  - Премьер-министром Египта назначен Махмуд Али Лютфи,
- 4 сентября — денежная реформа в Израиле; шекель (с тех пор часто упоминаемый как «старый шекель») заменён «новым шекелем» по курсу 1000 к 1.
- 8-9 сентября — на парламентских выборах в Норвегии правящая правоцентристская трёхпартийная коалиция премьер-министра Коре Виллока получила 78 из 157 мест в стортинге, оставшись у власти.
- 9 сентября — США объявляют о введении частичных экономических санкций против ЮАР.
- 13 сентября — Великобритания выслала из страны 25 советских дипломатов и других официальных лиц, обвинив их в шпионаже. (В качестве ответной меры 14 сентября из СССР выслано 25 британских дипломатов; вскоре обе страны выслали ещё по группе дипломатов)[5].
- 15 сентября — на выборах в риксдаг победила правящая Социал-демократическая рабочая партия Швеции премьер-министра Улофа Пальме (44,7 % голосов и 159 из 349 мест).
- 16 сентября — в Китае 10 членов Политбюро и 64 члена Центрального Комитета коммунистической партии уходят в отставку, чтобы освободить места для более молодых руководителей.
- 17 сентября—21 ноября — полёт космического корабля «Союз Т-14». Экипаж старта — Владимир Васютин (приземление 21 ноября), Георгий Гречко и Александр Волков.
- 17—18 сентября — в условиях однопартийности в Лесото прошли парламентские выборы.
- 19 сентября — землетрясение силой 8,1 балла в Мехико. Более 9000 человек погибло, около 30000 ранено, около 95000 лишились жилья.
- 22 сентября
  - Пять стран (США, Великобритания, ФРГ, Франция и Япония) подписали «Соглашение Plaza» о регулировании курсов валют.
  - Премьер-министр Франции Лоран Фабиус заявляет о возможной причастности агентов французских секретных служб к взрыву судна «Rainbow Warrior».
- 26 сентября
  - Приземление корабля «Союз Т-13». Экипаж посадки — Владимир Джанибеков, Георгий Гречко.
  - Установлены дипломатические отношения между СССР и Оманом.
  - В Гонконгe прошли первые за 100 лет колониального правления выборы в Законодательный Совет.
- 27 сентября
  - Председателем Совета министров СССР назначен Николай Иванович Рыжков.
  - Президентом Панамы после отставки Николаса Ардито Барлетты стал Эрик Дельвалье.
- 28—29 сентября — беспорядки на расовой почве в Южном Лондоне.
- 30 сентября — в условиях однопартийности и безальтернативности в Сан-Томе и Принсипи прошли всеобщие выборы, Мануэл Пинту да Кошта переизбран президентом в очередной раз.

### Октябрь
- 1 октября
  - Налёт израильской авиации на штаб-квартиру Организации освобождения Палестины в Тунисе, погибло 60 человек.
  - В условиях безальтернативности и однопартийности в Сьерра-Леоне прошли выборы, президент Джозеф Сайду Момо был переизбран, а его Всенародный конгресс получил все месте в парламенте.
- 3 октября — 21-й старт (STS-51J) по программе Спейс Шаттл. 1-й полёт шаттла Атлантис. Экипаж: Кэрол Бобко, Роналд Грейб, Роберт Стюарт, Дейвид Хилмерс, Уильям Пейлз. Полёт имел программу полностью в интересах министерства обороны США (запуск двух военных спутников связи). Посадка 7 октября.
- 6 октября — на парламентских выборах в Португалии победила Социал-демократическая партия (29,9 % голосов, 88 из 250 мест в Ассамблее Республики).
- 6-20 октября — в условиях однопартийности в Бирме прошли парламентские выборы.
- 7 октября — в Средиземном море палестинские террористы захватили круизное судно Achille Lauro. Погиб 1 пассажир-американец. 9 октября террористы сдались египетским властям.
- 10 октября — американские истребители перехватили самолёт, который перевозил террористов из Египта в Тунис, и заставляют его приземлиться на Сицилии. Президент Египта Хосни Мубарак обвиняет США в «пиратстве».
- 11 октября — катастрофа Як-40 под Кутаиси, погибли 14 человек.
- 13 октября
  - На парламентских выборах в Бельгии победила партия премьер-министра Вильфрида Мартенса Христианские демократы и фламандцы (21,3 % и 49 из 212 мест в Палате представителей).
  - В Польше прошли выборы в Сейм. Из 460 мест 245 получила Польская объединённая рабочая партия во главе с Войцехом Ярузельским.
- 15 октября — на выборах в Либерии президентом страны избран глава страны Сэмюэл Каньон Доу (50,95 % голосов), его Национально-демократическая партия получила 51 из 64 мест в парламенте.
- 18 октября — на американский рынок выпущена Nintendo Entertainment System.
- 27 октября
  - В условиях безальтернативности в Танзания прошли выборы, президентом избран Али Хассан Мвиньи.
  - В Береге Слоновой Кости прошли безальтернативные президентские выборы на новый 5-летний срок президента Феликса Уфуэ-Буаньи.
- 30 октября — 22-й старт (STS-61A) по программе Спейс Шаттл. 9-й полёт шаттла Челленджер. Экипаж: Генри Хартсфтлд, Стевен Нейджел, Бонни Данбар, Джеймс Бакли, Гийон Блуфорд, Эрнст Мессершмид (ФРГ), Райнхард Фуррер (ФРГ), Вюббо Оккелс (Нидерланды). Впервые в экипаже космического корабля 8 астронавтов.
- 31 октября — премьер-министром Португалии стал Анибал Каваку Силва.

### Ноябрь
- 3 ноября

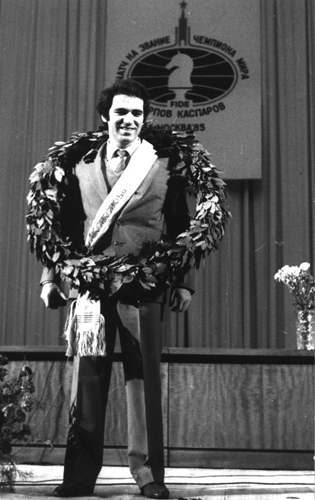
Гарри Каспаров — новый чемпион мира по шахматам

  - В Гватемале прошли всеобщие выборы. Партия Христианская Демократия получила 34,6 % голосов и 51 из 100 мест в Конгрессе.
  - На парламентских выборах в Аргентине Гражданский радикальный союз президента Р. Альфонсина получил 43,6 % голосов.
- 5 ноября — премьер-министром Танзании стал Джозеф Вариоба.
- 6 ноября — в Польше генерал Войцех Ярузельский занял пост председателя Государственного совета, новым председателем Совета министров стал Збигнев Месснер.
- 10 ноября
  - В Москве закончился матч на звание чемпиона мира по шахматам, 13-м чемпионом мира (самым молодым в истории) стал Гарри Каспаров.
  - В условиях однопартийности в Береге Слоновой Кости прошли парламентские выборы.
- 13 ноября — извержение вулкана Невадо-дель-Руис в Колумбии, погибли около 23 тысяч человек, в том числе около 21 тысячи человек из-за лахаров в г. Армеро.

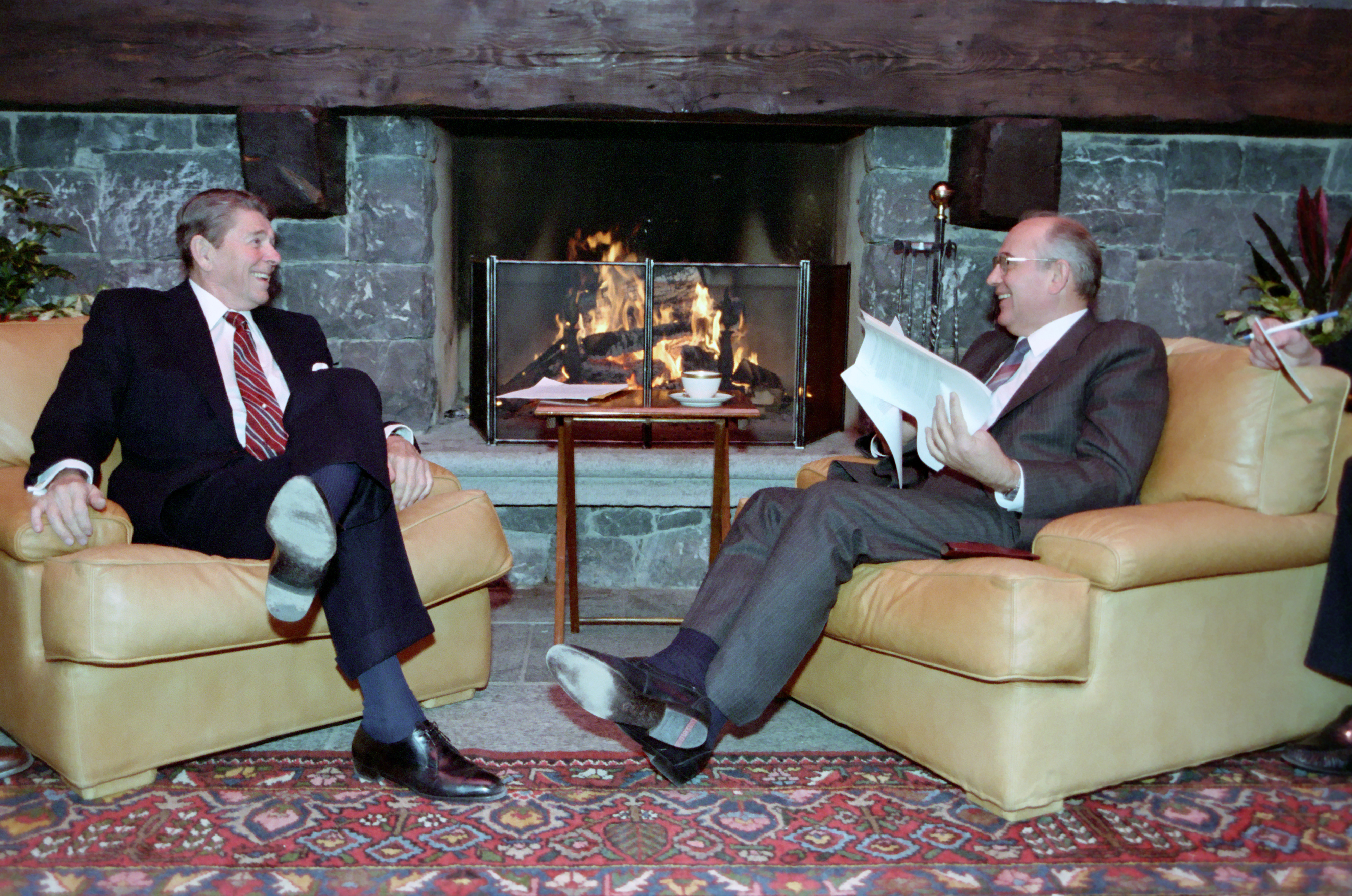
Переговоры Р. Рейгана и М. С. Горбачёва в Женеве

- 17 ноября — в Париже основана Школа лакановского психоанализа
- 18 ноября — в 35 газетах опубликован первый выпуск юмористического комикса «Кальвин и Гоббс».
- 19 ноября — Холодная война: в Женеве впервые встретились президент США Р. Рейган и Генеральный секретарь ЦК КПСС М. С. Горбачёв[6].
- 20 ноября
  - Microsoft выпустила Windows 1.0.
  - Запущен первый участок Горьковского метрополитена[7].
- 21 ноября
  - Внеплановое приземление КК Союз Т-14. Экипаж посадки — Владимир Васютин, Виктор Савиных и Александр Волков.
  - В Вашингтоне арестован аналитик военно-морской разведки США Джонатан Поллард, оказавшийся израильским шпионом.
  - Новым премьер-министром Папуа — Новой Гвинеи стал Паяс Уингти.
- 23 ноября — группа террористов во главе с Абу Нидалем захватила египетский самолёт Афины — Каир. Самолёт был посажен на Мальте, около 60 заложников погибло при штурме самолёта отрядом коммандос Египта.
- 24 ноября — на всеобщих выборах в Гондурасе президентом избран Хосе Аскона дель Ойо (51 % голосов).
- 26 ноября
  - Р. Рейган продал права на свою автобиографию издательству Random House за рекордную сумму в 3 млн долларов.
  - 23-й старт по программе Спейс Шаттл (STS-61B). 2-й полёт шаттла Атлантис. Экипаж: Брюстер Шоу, Брайан О’Коннор, Мэри Клив, Шервуд Спринг, Джерри Росс, Родольфо Нери Вела (первый гражданин Мексики в космосе), Чарлз Уокер.
- 29 ноября — в Лондоне убит Жерар Хоарау, лидер сейшельской политической оппозиции в изгнании[8].

### Декабрь

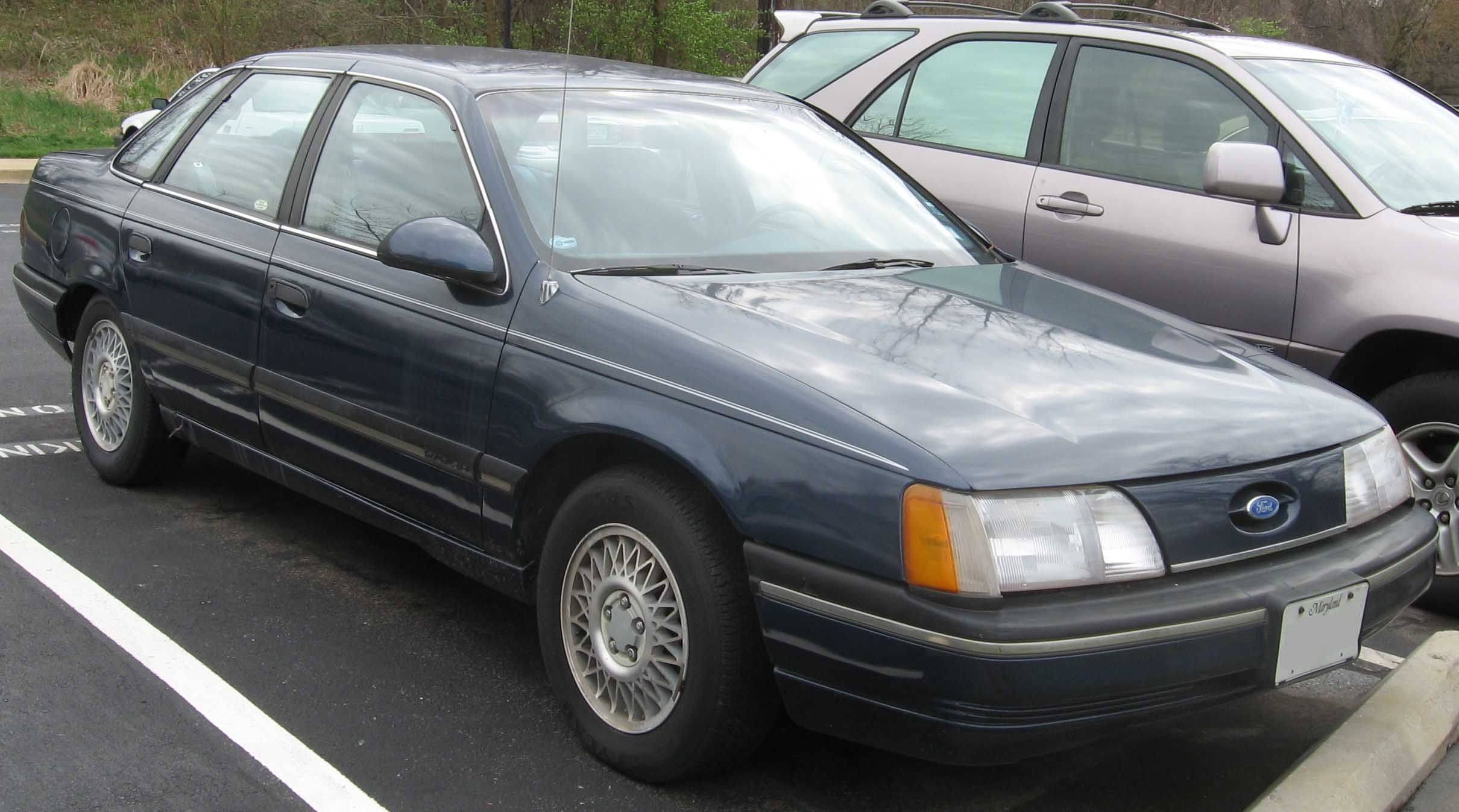
Ford Taurus 1985 года

- 3 декабря — англиканская церковь публикует доклад «Вера в городах», критикующий правительственную политику в вопросе о гетто в крупных городах. Представители правительства называют доклад «марксистским».
- 7 декабря — в условиях однопартийности в Кабо-Верде прошли парламентские выборы.
- 8 декабря
  - Во 2-м туре президентских выборов в Гватемале президентом избран Винисио Сересо (68,4 % голосов).
  - На парламентских выборах на Кипре из 56 мест в парламенте 19 получило консервативное Демократическое объединение, 16 — центристская Демократическая партия, 15 — коммунистическая Прогрессивная партия трудового народа Кипра, 6 — левоцентристское Движение за социал-демократию.
- 9 декабря — на всеобщих выборах в Гайане победила партия Народный национальный конгресс (78,5 % голосов), её лидер Десмонд Хойт избран президентом страны.
- 11 декабря — президентом Швейцарии на 1986 год избран Альфонс Эгли.
- 12 декабря — авиакатастрофа самолёта Douglas DC-8 около Гандера (Ньюфаундленд), погибли 256 человек, из которых 248 были американскими миротворцами, возвращавшимися с Синайского полуострова. Крупнейшая авиакатастрофа в Канаде.
- 16 декабря — в Нью-Йорке в перестрелке убиты два главаря мафии: Пол Кастеллано и Томас Билотти.
- 19 декабря — угон самолёта Ан-24 в Китай.
- 21 декабря — на Гаити прошли массовые демонстрации протеста против правительства Жан-Клода Дювалье.
- 25—30 декабря — вооружённый пограничный конфликт между Мали и Буркина-Фасо.
- 27 декабря — боевики террористической группы Абу Нидаля открыли огонь по пассажирам в аэропортах Рима и Вены, погибло 18 человек и 120 ранено.
- 29 декабря — открыт Новосибирский метрополитен, первый метрополитен в Сибири.
- 30 декабря — в Пакистане отменено чрезвычайное положение.

### Без точных дат
- Гренландия вышла из состава Европейского экономического сообщества.
- Западная Сахара вступила в Организацию Африканского Единства. Марокко, претендующее на территорию Западной Сахары, заявила протест.
- Проведён первый Чемпионат мира по конькобежному спорту.
- Основана компания ATI.
- Основана компания Corel.
- Впервые в преступных целях использована ДНК.
- Из-за многочисленных шпионских скандалов в США этот год СМИ назвали «Годом шпионов».
- Statoil проложила первый газопровод по дну Норвежского моря.

## Население Земли
| Население Земли   | Население Земли | Население Земли | Население Земли | Население Земли | Население Земли | Население Земли |
|                   | 1985            | 1980            | 1980            | 1990            | 1990            |                 |
| ----------------- | --------------- | --------------- | --------------- | --------------- | --------------- | --------------- |
| Всего             | 4 830 979 000   | 4 434 682 000   | 396 297 000     | 5 263 593 000   | 432 614 000     |                 |
| Африка            | 541 814 000     | 469 618 000     | 72 196 000      | 622 443 000     | 80 629 000      |                 |
| Азия              | 2 887 552 000   | 2 632 335 000   | 255 217 000     | 3 167 807 000   | 280 255 000     |                 |
| Европа            | 706 009 000     | 692 431 000     | 13 578 000      | 721 582 000     | 15 573 000      |                 |
| Латинская Америка | 401 469 000     | 361 401 000     | 40 068 000      | 441 525 000     | 40 056 000      |                 |
| Северная Америка  | 269 456 000     | 256 068 000     | 13 388 000      | 283 549 000     | 14 093 000      |                 |
| Океания           | 24 678 000      | 22 828 000      | 1 850 000       | 26 687 000      | 2 009 000       |                 |

## Персоны года
Человек года по версии журнала Time — Дэн Сяопин, китайский политик.

## Родились
См. также: Категория:Родившиеся в 1985 году

### Январь
- 1 января
  - Софи Макшера, английская киноактриса.
  - Джефф Картер, канадский хоккеист.
- 2 января — Тэн Хайбинь, китайский гимнаст, олимпийский чемпион (2004).
- 7 января — Льюис Хэмилтон, британский автогонщик, трёхкратный чемпион мира Формулы-1 (2008, 2014, 2015).
- 9 января — Альберто Факундо Коста, аргентинский футболист.
- 10 января — Драшти Дхами, индийская модель и актриса индийских телесериалов.
- 11 января — Аджа Наоми Кинг, американская актриса.
- 12 января — Синтия Аддай-Робинсон, американская телевизионная актриса.
- 13 января — Мария Кравченко, российская актриса
- 16 января
  - Пабло Сабалета, аргентинский футболист.
  - Рене Фелис Смит, американская актриса.
- 17 января
  - Симона Симонс, нидерландская певица, ведущая вокалистка в симфо-метал-группе Epica.
  - Адриана Угарте, испанская киноактриса.
- 19 января
  - Ольга Каниськина, российская легкоатлетка, олимпийская чемпионка, чемпионка мира, заслуженный мастер спорта.
  - Дэмьен Шазелл, американский независимый режиссёр и сценарист.
- 21 января — Саша Пивоварова, российская супермодель.
- 23 января — Даутцен Крус, нидерландская супермодель фризского происхождения.
- 25 января
  - Клаудия Ким, южно-корейская актриса и фотомодель.
  - Тина Кароль, украинская певица, актриса и телеведущая.
- 27 января — Эрик Рэдфорд, канадский фигурист, выступающий в парном катании, олимпийский чемпион в команде (2018 год), неоднократный чемпион мира.
- 29 января — Изабель Лукас, австралийская актриса.
- 31 января — Oxxxymiron, русскоязычный рэп-, грайм-, фристайл-исполнитель.

### Февраль
- 2 февраля — Юлия Михальчик, российская поп-певица.
- 4 февраля — Палина Рожинская, немецкая телеведущая, актриса, модель и DJ.
- 5 февраля — Криштиану Роналду, португальский футболист.
- 6 февраля
  - Кристал Рид, американская актриса.
  - Виталий Минаков, российский самбист, четырёхкратный чемпион мира, заслуженный мастер спорта.
- 7 февраля
  - Дебора Энн Уолл, американская актриса.
  - Тина Мажорино, американская актриса.
- 9 февраля — Рэйчел Мелвин, американская актриса.
- 15 февраля — Юлия Кадушкевич, белорусская актриса театра и кино.
- 19 февраля
  - Хейли Дафф, американская актриса и певица
  - Ариэль Кеббел, американская актриса и модель.
- 20 февраля — Юлия Волкова, российская певица, солистка поп-группы «Тату».
- 23 февраля — Екатерина Юрлова-Перхт, российская биатлонистка, чемпионка мира.
- 26 февраля — Фернандо Льоренте Торрес, испанский футболист баскского происхождения

### Март
- 6 марта
  - Елена Терлеева, российская эстрадная певица, автор песен и композитор.
  - Виталий Козловский, украинский певец, заслуженный артист Украины (2009).
- 9 марта
  - Иван Алексеев, российский музыкант, рэпер, композитор и актёр, более известен как Noize MC.
  - Наталия Медведева, российская актриса, телеведущая.
- 10 марта — Лассана Диарра, французский футболист малийского происхождения.
- 11 марта — Елена Беркова, российская порноактриса, певица и телеведущая.
- 12 марта — Поль Ван Авер, бельгийский певец, рэпер, музыкант и автор песен, более известен как Stromae.
- 20 марта — Николас Ломбертс, бельгийский футболист.
- 23 марта — Марьяна Спивак, российская актриса театра и кино.
- 26 марта — Кира Найтли, британская актриса.
- 28 марта — Стив Манданда, французский футбольный вратарь конголезского происхождения.
- 30 марта — Светлана Колпакова, российская актриса театра и кино.

### Апрель
- 8 апреля — Илья Прусикин, российский музыкант, видеоблогер, лидер и основатель группы «Little Big» (псевдоним «Ильич»).
- 12 апреля — Ольга Серябкина, солистка группы Serebro.
- 17 апреля — Руни Мара, американская актриса и продюсер.
- 18 апреля
  - Лукаш Фабьяньский, польский футбольный вратарь.
  - Елена Темникова, российская певица.
- 19 апреля — Мария Машкова, российская актриса театра и кино.
- 23 апреля — Рэйчел Скарстен, канадская актриса.
- 26 апреля — Джемайма Кёрк, английская актриса и художница.
- 27 апреля
  - Шейла Ванд, американская актриса иранского происхождения
  - Анна Скеллерн, австралийская актриса
- 29 апреля — Варвара Палей, израильская и американская киноактриса и фотомодель.
- 30 апреля — Галь Гадот, израильская киноактриса и фотомодель.

### Май
- 2 мая — Лили Аллен, певица.
- 3 мая — Данила Козловский, российский актёр театра и кино.
- 4 мая — Фернандиньо, бразильский футболист.
- 5 мая
  - Сёко Накагава, известный японский идол, певица, актриса, сэйю и иллюстратор.
  - Асель Сагатова, казахстанская актриса и модель.
- 10 мая
  - Райан Гецлаф, канадский хоккеист.
  - Одетт Эннэбл, американская актриса.
- 13 мая — Иван Реон, британский актёр.
- 14 мая
  - Джорджия Сальпа, греческо-ирландская фотомодель.
  - Рэйчел Смит, американская модель.
- 15 мая — Эшлинн Йенни, американская актриса.
- 16 мая
  - Кори Перри, канадский хоккеист.
  - Джулия Вот, канадская актриса и фотомодель.
- 18 мая
  - Дамилола Адегбайт, нигерийская актриса, фотомодель и телевизионная персона.
  - Рэйчел Смит, американская модель.
- 21 мая — Матиа Буэна, британская певица, бывшая участница группы «Sugarbabes».
- 22 мая — Кэриди Инглиш, американская топ-модель, телезвезда и актриса.
- 25 мая
  - Алексис Тексас, американская киноактриса.
  - Демба Ба, сенегальско-французский футболист.
- 27 мая
  - Роберто Сольдадо, испанский футболист, нападающий.
  - Валерия Кондра, российская телеведущая, поп-певица.
- 28 мая
  - Кэри Маллиган, британская актриса кино и театра.
  - Колби Кэйллат, американская поп-певица.

### Июнь
- 3 июня — Николай Бондаренко, российский политик и блогер, член КПРФ.
- 4 июня
  - Лукаш Подольски, немецкий футболист польского происхождения.
  - Евгений Устюгов, российский биатлонист.
- 6 июня — Тонто Дике, нигерийская актриса, певица, фотомодель и телевизионная персона.
- 8 июня — Софья Великая, российская фехтовальщица, олимпийская чемпионка 2016 года.
- 9 июня — Сонам Капур, индийская актриса.
- 11 июня
  - Дмитрий Колдун, белорусский певец, композитор, участник конкурса «Евровидение-2007».
  - Инна Цимбалюк, украинская фотомодель, телеведущая, актриса.
- 12 июня
  - Дэйв Франко, американский актёр, сценарист, режиссёр и продюсер.
  - Кендра Уилкинсон, американская киноактриса и модель.
- 18 июня — Алекс Хирш, американский режиссёр, сценарист и аниматор.
- 21 июня — Лана Дель Рей, американская певица и автор песен.
- 25 июня — Аннали Эшфорд, американская актриса.
- 27 июня — Нико Росберг, немецкий автогонщик.
- 28 июня — Ляйсан Утяшева, российская спортсменка и телеведущая.
- 30 июня
  - Майкл Фелпс, американский пловец, 23-кратный олимпийский чемпион.
  - Коди Роудс, американский рестлер.

### Июль
- 1 июля — Леа Сейду, французская модель, актриса.
- 2 июля — Эшли Тисдейл, американская актриса и певица.
- 5 июля — Лусия Перес, испанская певица.
- 7 июля — Марина Коняшкина, российская актриса театра и кино.
- 9 июля — Эшли Янг, английский футболист.
- 10 июля — Марио Гомес Гарсия, немецкий футболист испанского происхождения.
- 12 июля
  - Эмиль Хегле Свендсен, норвежский биатлонист.
  - Наталья Полевщикова, российская супермодель.
  - Полина Аскери, российская топ-модель, журналист и актриса.
  - Татьяна Высоцкая, российская фотомодель, актриса, телеведущая и танцовщица.
- 13 июля — Гильермо Очоа, мексиканский футболист, вратарь.
- 15 июля
  - Агния Кузнецова, российская актриса театра и кино.
  - Сергей Чепчугов, российский футболист, вратарь.
- 18 июля — Джеймс Нортон, британский актёр.
- 19 июля — Марина Черепухина, российская актриса.
- 23 июля
  - Анна Мария Мюэ, немецкая актриса.
  - Анастасия Меськова, российская артистка балета, солистка Большого театра, актриса кино.
- 30 июля — Джина Родригес, американская актриса
- 31 июля — Ева Авеева, российская актриса.

### Август
- 2 августа — Джиган, российский певец, рэпер.
- 3 августа — Джорджина Хэйг, австралийская актриса
- 4 августа
  - Антонио Валенсия, эквадорский футболист.
  - Даша Астафьева, украинская модель, певица, телеведущая, актриса, солистка группы NikitA.
- 6 августа — Янина Студилина, российская актриса театра и кино, певица, телеведущая.
- 9 августа — Анна Кендрик, американская актриса, номинантка на «Оскар».
- 14 августа — Эшлинн Брук, американская фотомодель и киноактриса.
- 15 августа
  - Наталья Терешкова, российская актриса кино, театра и дубляжа.
  - Эмили Кинни, американская актриса и певица
- 16 августа — Арден Чо, американская актриса и модель.
- 17 августа — Екатерина Андрюшина, российская гандболистка, двукратная чемпионка мира, заслуженный мастер спорта.
- 21 августа — Лора Хэддок, английская актриса.
- 25 августа — Уинтер Гордон, американская поп-певица и автор песен.
- 27 августа — Кайла Юэлл, американская киноактриса.

### Сентябрь
- 2 сентября — Эллисон Миллер, американская актриса итальянского происхождения.
- 3 сентября — Татьяна Котова, российская певица, солистка российской женской поп-группы «Queens», бывшая солистка украинской поп-группы «ВИА Гра» (2008—2010).
- 4 сентября — Лола Юлдашева, узбекская певица, автор песен и актриса
- 6 сентября — Лорен Лэпкус, американская актриса и комик.
- 7 сентября
  - Рафинья, бразильский футболист.
  - Алёна Ланская, белорусская певица
  - Алисса Диас, американская телевизионная актриса.
- 9 сентября
  - Лука Модрич, хорватский футболист.
  - Игорь Шмаков (ум. в 2011), российский актёр театра и кино.
- 10 сентября
  - Вера Строкова, российская актриса театра и кино.
  - Лоран Косьельни, французский футболист польского происхождения.
- 14 сентября
  - Дилшад Вадсария, американская телевизионная актриса.
  - Джулия Пейс-Митчелл, американская актриса.
- 16 сентября
  - Мэйделин Зима, американская актриса
- 17 сентября
  - Томаш Губочан, словацкий футболист.
  - Александр Овечкин, российский хоккеист, капитан клуба НХЛ «Вашингтон Кэпиталз».
- 21 сентября — Каролина Банг, испанская актриса театра и кино.
- 22 сентября — Татьяна Маслани, канадская актриса кино, телевидения и озвучивания, продюсер.
- 24 сентября
  - Джессика Лукас, канадская актриса.
  - Кимберли Никсон, британская актриса валлийского происхождения.
- 25 сентября — Ваня Фернандеш, португальская певица.
- 26 сентября
  - Светлана Иванова, российская актриса («Легенда № 17», «Вербное воскресенье»).
  - Талула Райли, британская актриса.
  - Ленна Куурмаа, эстонская певица, автор песен и киноактриса.
- 30 сентября
  - Катрина Ло, американская актриса немецкого, итальянского и тайваньского происхождения, модель, участница конкурсов
  - Швета Бхардвадж, индийская актриса и модель.

### Октябрь
- 1 октября
  - Porcelain Black, американская поп-рок певица.
  - Сисили, американская актриса.
- 5 октября — Кассандра Джин, американская телевизионная актриса и фотомодель.
- 8 октября
  - Elliphant, шведская певица, рэпер и автор песен.
  - Bruno Mars, американский певец, автор песен, музыкальный продюсер, мультиинструменталист*
- 9 октября — L’One, российский певец, рэпер.
- 10 октября — Marina and the Diamonds, британская (валлийская) певица и композитор греческого происхождения.
- 11 октября
  - Маргарет Бергер, норвежская певица и автор песен.
  - Мишель Трахтенберг, американская актриса.
- 12 октября — Ирина Таранник, российская актриса театра и кино.
- 15 октября — Анастасия Короткая, украинская телеведущая и актриса.
- 17 октября — Макс Айронс, британский актёр.
- 22 октября
  - Соко, французская певица и актриса.
  - Хадисе, турецко-бельгийская певица лезгино-кумыкского происхождения.
- 23 октября — Масиела Луша, американская актриса, писатель и филантроп.
- 24 октября — Уэйн Руни, английский футболист.
- 25 октября
  - Сиара, американская певица, автор песен, продюсер, танцовщица, актриса, модель, режиссёр клипов.
  - Влад Топалов, российский певец, исполнитель, экс-солист группы «Smash!!».
- 28 октября — Тройэн Беллисарио, американская киноактриса.
- 29 октября — Екатерина Шпица, российская актриса театра и кино, телеведущая.

### Ноябрь
- 4 ноября — Джиллиан Зинцер, американская актриса.
- 6 ноября — Шэйн Ламас, американская участница реалити-шоу.
- 7 ноября — Назира Айтбекова, киргизская киноактриса, телеведущая.
- 8 ноября — Магда Апанович, канадская актриса польского происхождения.
- 11 ноября — Анна Пескова, российская актриса кино, телеведущая.
- 15 ноября — Лили Олдридж, американская топ-модель, одна из «ангелов» Victoria’s Secret.
- 21 ноября
  - Хесус Навас, испанский футболист.
  - Флоренс Браднелл-Брюс, английская фотомодель и актриса.
- 22 ноября — Евгения Лалова, российская актриса, победительница конкурсов красоты «Краса России-2009» и «Мисс Азия-2005».
- 25 ноября — Хэйли Уэбб, американская актриса.
- 27 ноября — Элисон Пилл, канадская актриса театра и кино.
- 30 ноября
  - Кейли Куоко, американская актриса.
  - Аои Миядзаки, японская актриса и модель.

### Декабрь
- 3 декабря
  - Аманда Сейфрид, американская актриса.
  - Сыла Шахин, немецкая актриса турецкого происхождения.
- 5 декабря — Андре-Пьер Жиньяк, французский футболист.
- 8 декабря
  - Дуайт Дэвид Ховард, американский баскетболист.
  - Меган Дюамель, канадская фигуристка, олимпийская чемпионка в парном катании в команде (2018 год), неоднократная чемпионка мира.
- 9 декабря — Ольга Шувалова, российская актриса театра и кино.
- 10 декабря — Рэйвен-Симоне, американская актриса, комедиантка, продюсер, певица, автор песен, танцовщица и фотомодель.
- 11 декабря
  - Ари, бразильский футболист.
  - Карла Соуса, мексиканская актриса
- 12 декабря — Гильерме Маринато, бразильский футболист, вратарь московского «Локомотива», имеющий также российское гражданство.
- 14 декабря
  - Якуб Блащиковский, польский футболист.
  - Елизавета Нилова, российская актриса театра и кино.
  - Дарья Сагалова, российская актриса театра и кино, хореограф.
- 16 декабря — Аманда Сеттон, американская телевизионная актриса
- 18 декабря — Наталья Галкина, американская и российская модель, актриса и продюсер русского происхождения.
- 19 декабря — Гэри Джеймс Кэхилл, английский футболист.
- 20 декабря — Елизавета Боярская, российская актриса театра и кино.
- 22 декабря — Эдурне, испанская поп-певица, актриса, телеведущая и модель
- 25 декабря — Елена Николаева, российская журналистка
- 28 декабря — Тэрин Террелл, американский рестлер, актриса и модель

## Скончались
См. также: Категория:Умершие в 1985 году
- 7 января — Владимир Коккинаки, лётчик-испытатель, дважды Герой Советского Союза, заслуженный лётчик-испытатель СССР, генерал-майор авиации (род. 1904).
- 6 февраля — Джеймс Хедли Чейз, британский писатель, мастер детективного жанра (род. 1906).
- 11 февраля — Талгат Нигматулин (род. 1949), советский актёр.
- 21 февраля — Борис Харченко, советский живописец и педагог (род. в 1927).
- 3 марта — Иосиф Шкловский (род. 1916), советский астроном, астрофизик.
- 10 марта — Константин Черненко, Генеральный секретарь ЦК КПСС с 13 февраля 1984 (род. 1911).
- 11 марта — Том Адамс (род. 1931), премьер-министр Барбадоса (умер в должности).
- 28 марта — Марк Шагал (род. 1887), российский художник, с 1923 года живший во Франции.
- 30 марта — Андрей Матвеев (род. 1892), педагог, последний остававшийся в живых член Учредительного собрания.
- 19 апреля — Павел Батов, советский военачальник, генерал армии, дважды Герой Советского Союза.
- 8 мая — Теодор Старджон, американский писатель-фантаст (род. 1918).
- 19 июня — Майя Кристалинская, певица.
- 25 августа — Саманта Рид Смит, посол доброй воли (род. 1972).
- 31 августа — Василий Голубев, советский живописец (род. 1925).
- 4 сентября — Геннадий Епифанов (род. 1900), советский художник-график, заслуженный деятель искусств Российской Федерации, член-корреспондент Академии художеств СССР.
- 10 октября — Юл Бриннер, американский актёр театра и кино.
- 10 октября — Орсон Уэллс, американский кинорежиссёр, актёр, сценарист (род. 1915).
- 12 октября — Сергей Осипов, советский живописец и педагог (род. 1915).
- 14 октября — Эмиль Гилельс (род. 1902), советский пианист.
- 27 ноября — Фернан Бродель (род. 1902), французский историк.
- 2 декабря — Филип Ларкин (род. 1922), английский поэт и джазовый критик.
- 23 декабря — Принц Бира (род. 1914), таиландский автогонщик, пилот Формулы-1.

## Нобелевские премии
- Физика — Клаус фон Клитцинг — «За открытие квантового эффекта Холла».
- Химия — Хауптман, Херберт, Карле, Джером
- Медицина и физиология — Браун, Майкл, Голдштейн, Джозеф
- Экономика — Франко Модильяни — «За анализ поведения людей в отношении сбережений»
- Литература — Клод Симон — «За сочетание в его творчестве поэтического и живописного начал».
- Премия мира — «Врачи мира за предотвращение ядерной войны»